# فرودگاه شیچانگ قینگشان

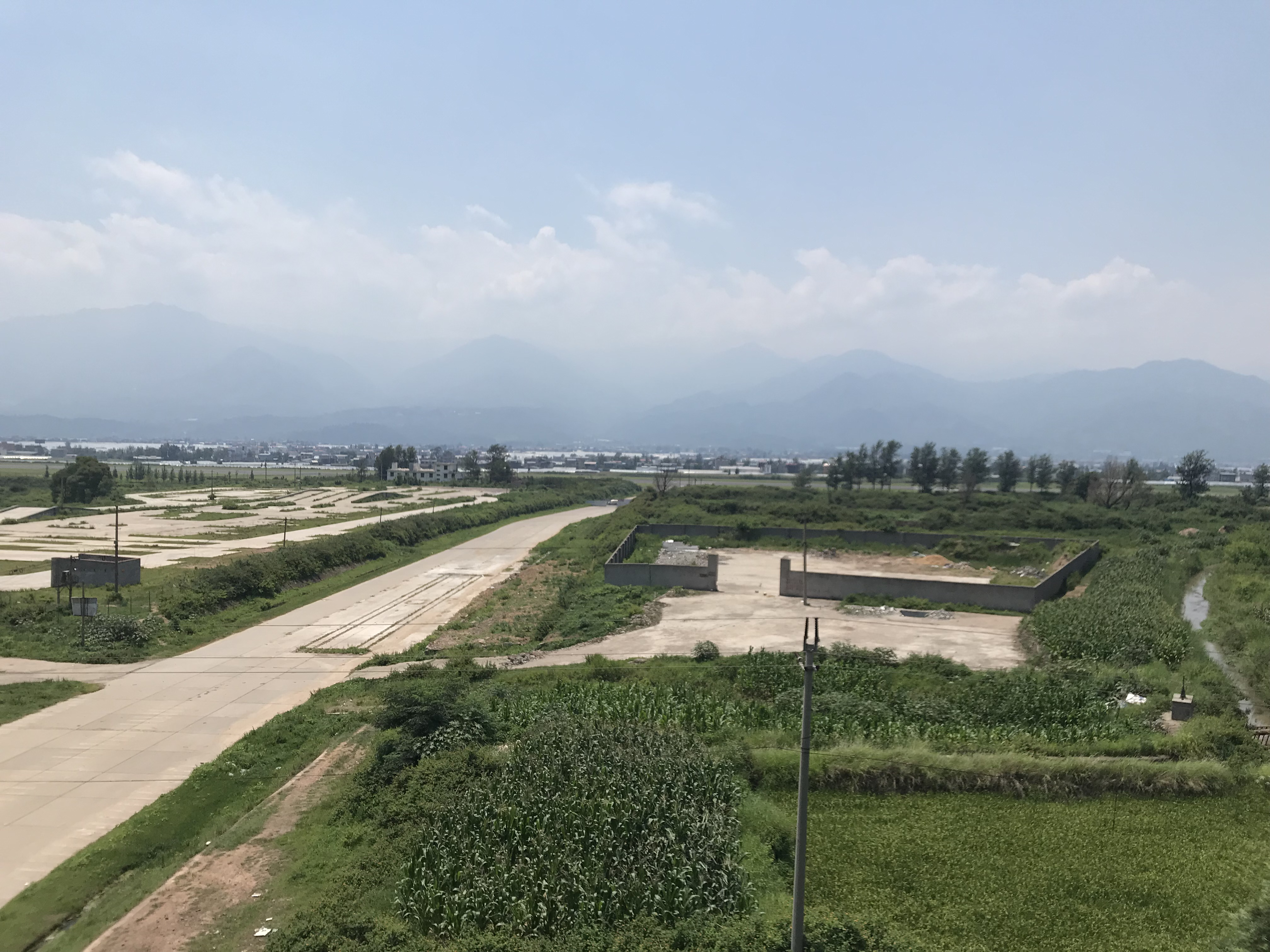
تصویری از باند فرودگاه شیچانگ قینگشان

فرودگاه شیچانگ قینگشان (به انگلیسی: Xichang Qingshan Airport)  یک فرودگاه همگانی  با کد یاتا XIC است که یک باند فرود بتن دارد و طول باند آن ۳۶۰۰ متر است. این فرودگاه در  کشور چین قرار دارد و در ارتفاع ۱۵۵۸ متری از سطح دریا واقع شده است.